# Adamo Nagalo
Adamo Nagalo, né le 22 septembre 2002 en Côte d'Ivoire, est un footballeur international burkinabé. Il évolue au poste de défenseur central au PSV Eindhoven.

## Biographie

### FC Nordsjælland
Né en Côte d'Ivoire, Adamo Nagalo est formé par la Right to Dream Academy basée au Ghana. Il rejoint en août 2020 le club partenaire du FC Nordsjælland, au Danemark. Il joue son premier match en professionnel avec le FC Nordsjælland, lors d'une rencontre de championnat contre le Lyngby BK, le 12 mars 2021. Il entre en jeu à la place de Daniel Svensson et son équipe l'emporte largement par trois buts à zéro. 
Il est définitivement promu en équipe première en juillet 2021, par l'entraîneur qui l'a lancé en professionnel, Flemming Pedersen (en).
Nagalo inscrit son premier but en professionnel le 26 septembre 2021, lors d'un match de championnat face au FC Copenhague. Titulaire ce jour-là, il marque de la tête sur un service de Martin Frese mais il ne peut empêcher la lourde défaite de Nordsjælland, qui s'incline par cinq buts à un,.

### En sélection
Originaire de Côte d'Ivoire, Adamo Nagalo est également éligible pour représenter le Burkina Faso. En septembre 2022 il est convoqué pour la première fois avec l'équipe nationale du Burkina Faso.
Nagalo honore finalement sa première sélection avec le Burkina Faso le 19 novembre 2022, lors d'un match amical contre la Côte d'Ivoire. Il est titularisé et son équipe s'impose par deux buts à un,.
Le 20 décembre 2023, il est retenu dans la liste des vingt-sept joueurs burkinabés sélectionnés par Hubert Velud pour disputer la Coupe d'Afrique des nations 2023.